# Chuck Klein
Charles Herbert Klein (Indianápolis, Indiana, 7 de octubre de 1904-Indianápolis, Indiana, 28 de marzo de 1958), más conocido como Chuck Klein, fue un jugador profesional estadounidense de béisbol que se desempeñó en la posición de jardinero derecho en las Grandes Ligas de Béisbol (MLB). Es miembro del Salón de la Fama del Béisbol.

## Carrera
Klein jugó como profesional seis temporadas en Philadelphia Phillies (1928-1933), después pasó a Chicago Cubs (1934-1936), luego regresó a Philadelphia Phillies (1936-1939), posteriormente se unió a Pittsburgh Pirates (1939), y finalmente, volvió a Philadelphia Phillies, donde jugó cinco temporadas (1940-1944), y fue el equipo en el que se retiró.

## Reconocimiento
En 1980, ingresó como miembro al Salón de la Fama del Béisbol.